# D.S. (Lied)
D.S. ist ein Song des US-amerikanischen Sängers Michael Jackson, der am 20. Juni 1995 auf dem Doppelalbum HIStory – Past, Present and Future Book I erschien. Slash spielt die Gitarre inklusive eines Gitarrensolos im Mittelteil auf diesem Stück. Damit ist D.S. nach Black or White und Give In to Me bereits die dritte Zusammenarbeit zwischen Slash und Jackson. 
D.S. wurde von Jackson selbst geschrieben und produziert. Der Song wurde von Jackson 1996 live auf der HIStory World Tour gesungen, obwohl D.S. nie als kommerzielle Single veröffentlicht wurde.

## Inhalt
„D.S.“ steht offiziell für „Dom Sheldon“, jedoch singt Jackson im Refrain deutlich „Tom Sneddon“. Tom Sneddon übernahm in seiner Funktion als Bezirksstaatsanwalt von Santa Barbara die Anklage in dem Missbrauchsprozess gegen Jackson des Jahres 1993 bzw. 1994, der letztendlich außergerichtlich gelöst wurde. Jackson beschreibt Sneddon im Lied als einen kalten Mann („Tom Sneddon is a cold man“), der von der CIA beauftragt wurde („I bet he missioned with the CIA“), mit dem Ku-Klux-Klan zusammenarbeitet („You think he brother with the KKK“) und der seinen Auftrag unter allen Umständen ausführt („He dont do half what he say“). Neben Sneddons genereller Aktivität als Staatsanwalt in diesem Fall war auch die Tatsache, dass Sneddon anordnete Jacksons Genitalien zu fotografieren, um die Aussagen des Opfers Jordan Chandler über eben diese zu überprüfen.

## Besetzung
- Produktion: Michael Jackson
- Komposition: Michael Jackson
- Solo, Background Vocals: Michael Jackson
- Keyboard, Synthesizer: Brad Buxer
- Synthesizer: Chuck Wild
- Gitarre: Slash
- Tontechnik: Bruce Swedien
- Mix: Bruce Swedien